# Операция «Eagle Pull»

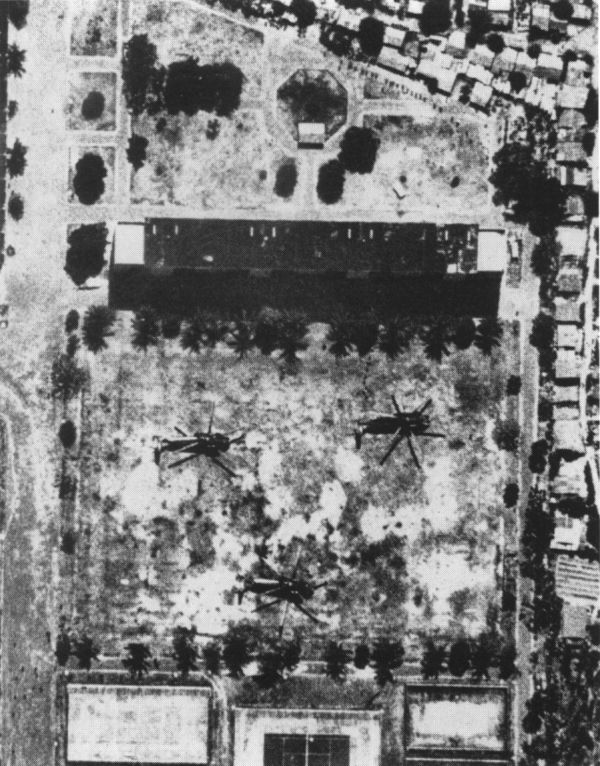

Операция «Орлиный приток» (англ. Eagle Pull) — кодовое название воздушной эвакуации американских граждан Пномпеня во время гражданской войны в Камбодже 12 апреля 1975 года. В начале апреля 1975 года Пномпень, один из последних оставшихся оплотов Кхмерской Республики, был окружён «красными кхмерами» и полностью зависел от снабжения по воздуху через аэропорт Почентонг. В связи с неизбежной победой красных кхмеров правительство США разработало план действий на случай непредвиденных обстоятельств для эвакуации граждан США и дружественных камбоджийцев вертолётами на корабли дислоцированные в Сиамском заливе. Операция «Eagle Pull» началась утром 12 апреля 1975 года и увенчалась тактическим успехом без человеческих жертв. Пять дней спустя Кхмерская Республика пала, и красные кхмеры заняли Пномпень.
Всего вертолётами Корпуса морской пехоты и Военно-воздушных сил США было эвакуировано более 250 человек — персонал американского посольства, иностранные граждане и камбоджийские официальные лица, пожелавшие покинуть страну. Эвакуация прошла без жертв. Она стала своеобразной репетицией эвакуации Сайгона начавшейся две недели спустя после падения Пномпеня.

## Блокада Пномпеня
В начале 1975 года Кхмерская Республика, поддерживаемое Соединёнными Штатами военное правительство, контролировала только район Пномпеня и ряд городов вдоль реки Меконг, которые обеспечивали важнейший маршрут доставки продовольствия и боеприпасов вверх по течению из Южного Вьетнама. В рамках своего наступления в засушливый сезон 1975 года, вместо того чтобы возобновить лобовые атаки на Пномпень, красные кхмеры намеревались отрезать важнейший маршрут снабжения через Меконг. 12 января 1975 года красные кхмеры атаковали Неак Луонг, ключевой оборонительный пост Кхмерских национальных вооружённых сил (ФАНК) на Меконге. 27 января в Пномпень с трудом добрались семь судов, оставшихся в рабочем состоянии в составе конвоя из 16 судов, который подвергся атаке на расстоянии 100 километров от южновьетнамской границы. 3 февраля колонна, двигавшаяся вниз по реке, подорвалась на морских минах, установленных красными кхмерами в Фуми, примерно в 74 километрах от Пномпеня. Военно-морское подразделение ФАНК, Кхмерский национальный флот (МНК), имело возможность траления мин, но из-за того, что красные кхмеры контролировали берега реки, траление мин было невозможно или, в лучшем случае, чрезвычайно дорогостоящим. МНК потерял четверть своих кораблей, а 70 процентов его моряков были убиты или ранены.
К 17 февраля Кхмерская Республика отказалась от попыток возобновить линию снабжения через Меконг. В будущем все снабжение для Пномпеня должны будут доставляться по воздуху в аэропорт Почентонг.:105 Соединённые Штаты быстро перебросили по воздуху продовольствие, топливо и боеприпасы в Пномпень, но поскольку поддержка Кхмерской республики США была ограничена поправкой Кейса-Чёрча,:347 BirdAir, авиакомпания нанятая по контракту правительством США, контролировала воздушные перевозки смешанным флотом самолётов C-130 и DC-8, совершавших по 20 рейсов в день в Почентонг.:105
5 марта артиллерия красных кхмеров в районе Тул Леап, к северо-западу от Пномпеня, обстреляла аэропорт Почентонг, но 15 марта войска ФАНК отбили Тул Леап и прекратили обстрел. Силы красных кхмеров продолжали приближаться к северу и западу города и вскоре снова смогли обстрелять Почентонг. 22 марта ракеты попали в два самолёта снабжения, что вынудило посольство США объявить 23 марта о приостановке воздушных перевозок до улучшения ситуации с безопасностью. Посольство, понимая, что Кхмерская Республика вскоре может пасть без поставок, 24 марта отменило приостановку снабжения и увеличило количество самолётов, доступных для воздушных перевозок. 1 апреля красные кхмеры захватили Неак Луонг и Банам, последние оставшиеся позиции ФАНК на Меконге. Теперь коммунисты могли сосредоточить все свои силы на Пномпене.:105 Премьер Лон Нол в тот же день подал в отставку и отправился в изгнание; окончательный крах Кхмерской республики был неизбежен.:358

## Планирование операции

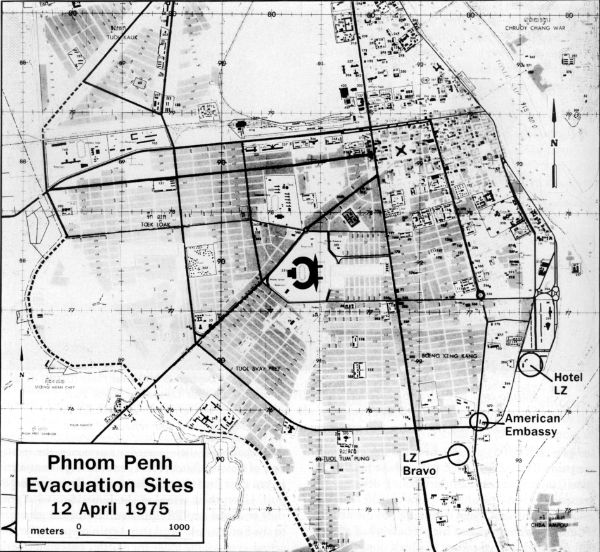
Карта мест эвакуации по операции «Eagle Pull» с указанием посольства и посадочной зоной Hotel

План эвакуации был разработан и уточнён военными США, когда силы красных кхмеров приблизились к Пномпеню, начиная с 1973 года.:42 27 июня 1973 года 7-я воздушная армия опубликовала план действий в чрезвычайных ситуациях № 5060C «Eagle Pull», охватывающий эвакуация Пномпеня. У плана действий № 5060C было три варианта действий:
- Вариант 1: эвакуация персонала посольства, граждан США и определённых камбоджийцев обычным или зафрахтованным гражданским воздушным транспортом из аэропорта Почентонг.
- Вариант 2: если действия красных кхмеров вынудят отменить гражданские рейсы из аэропорта Почентонг, будет доставлена полиция безопасности из 56-й эскадрильи полиции безопасности на базе королевских ВВС Таиланда Накхонпханом[англ.] для обеспечения безопасности эвакуации примерно 600 сотрудников посольства США, граждан США и определённых камбоджийцы самолётами ВВС США с неподвижным крылом (и вертолетами CH-53 и HH-53, если необходимо).
- Вариант 3: если Почентонг будет закрыт для движения транспорта, 56-я эскадрилья полиции безопасности будет высажена в безопасные зоны приземления в центре Пномпеня (и, при необходимости, в других городах) для использования вертолётами CH-53 21-й эскадрильи специальных операций[англ.] и вертолётами HH-53 40-й авиационной спасательно-восстановительной эскадрильи[англ.] с командованием воздушным десантом, выполняемым самолетом C-130 56-й аэрокосмической аварийно-спасательной эскадрильи[англ.].[6]

Позже вариант 3 был пересмотрен, чтобы предусматривать использование вертолётов морской пехоты США вместе с вертолётами ВВС США и командованием воздушно-десантной миссии C-130, базирующихся в Таиланде, а наземные силы безопасности должны были состоять из морских пехотинцев, а не из полиции безопасности ВВС. Посадочные зоны должны были примыкать к посольству США в Пномпене.:138
6 января 1975 года главнокомандующий штабом Тихоокеанского флота (CINCPAC) поставил 31-ю морской десантный отряд в 96-часовую боевую готовность для переброски эвакуационного флота на позиции у Кампонгсоам (ранее Сиануквиль) в Сиамском заливе для проведения операции «Eagle Pull».:105 6 февраля время реакции было сокращено до 48 часов, а это значит, что эвакуационный флот должен был поддерживать 48-часовой радиус плавания от Кампонгсоама. 28 февраля он был сокращён до 24 часов, что фактически означало, что флот должен был оставаться в Сиамском заливе.:106–107
21 марта посольство прогнозировало, что будет эвакуированно 3600 человек, что намного превышает первоначальную оценку примерно в 400 человек. Это потребовало разработки нового плана эвакуации, в соответствии с которым морские пехотинцы обезопасили бы аэропорт Почентонг, а вертолеты доставили бы эвакуированных из центра Пномпеня в Почентонг, откуда они будут доставлены в Таиланд на самолетах С-130.:109 Однако дальнейшие события быстро нарушили этот план, поскольку прибывшие в Почентонг самолеты снабжения C-130 использовались для эвакуации на обратном пути, что быстро уменьшило количество эвакуированных, которых необходимо было перевезти при окончательной эвакуации.:110
3 апреля, учитывая ухудшение состояния обороны вокруг Пномпеня, посол Джон Гюнтер Дин запросил развёртывание командной группы операции «Eagle Pull» из 10 человек, которое приземлилось в Почентонге на самолёте BirdAir C-130.:110 Командование руководило продолжающейся эвакуацией более 750 камбоджийцев на самолётах в течение следующих семи дней перед лицом 80-90 выстрелов 105-мм артиллерийского и 107-мм ракетного огня каждый день.:111–12 К 10 апреля обстрел красных кхмеров стал настолько сильным, что эвакуация самолётами была прекращена.:112
Затем группа командования занялась выбором посадочных площадок вертолётов для эвакуации. Поскольку красные кхмеры контролировали восточный берег Меконга напротив Пномпеня, группа командования выбрала футбольное поле (кодовое название — посадочная зона Hotel) примерно в 900 метрах к северо-востоку от посольства. Эта посадочная площадка, замаскированная от реки рядом многоквартирных домов, не могла быть перекрыта оружием прямой наводкой, что делало её самым безопасным местом. Персонал посольства приготовился к отъезду 11 апреля, но эвакуация была отложена до следующего дня, чтобы позволить кораблю USS Hancock присоединиться к флоту эвакуации у побережья Кампонгсоам.:113

## Эвакуационный флот

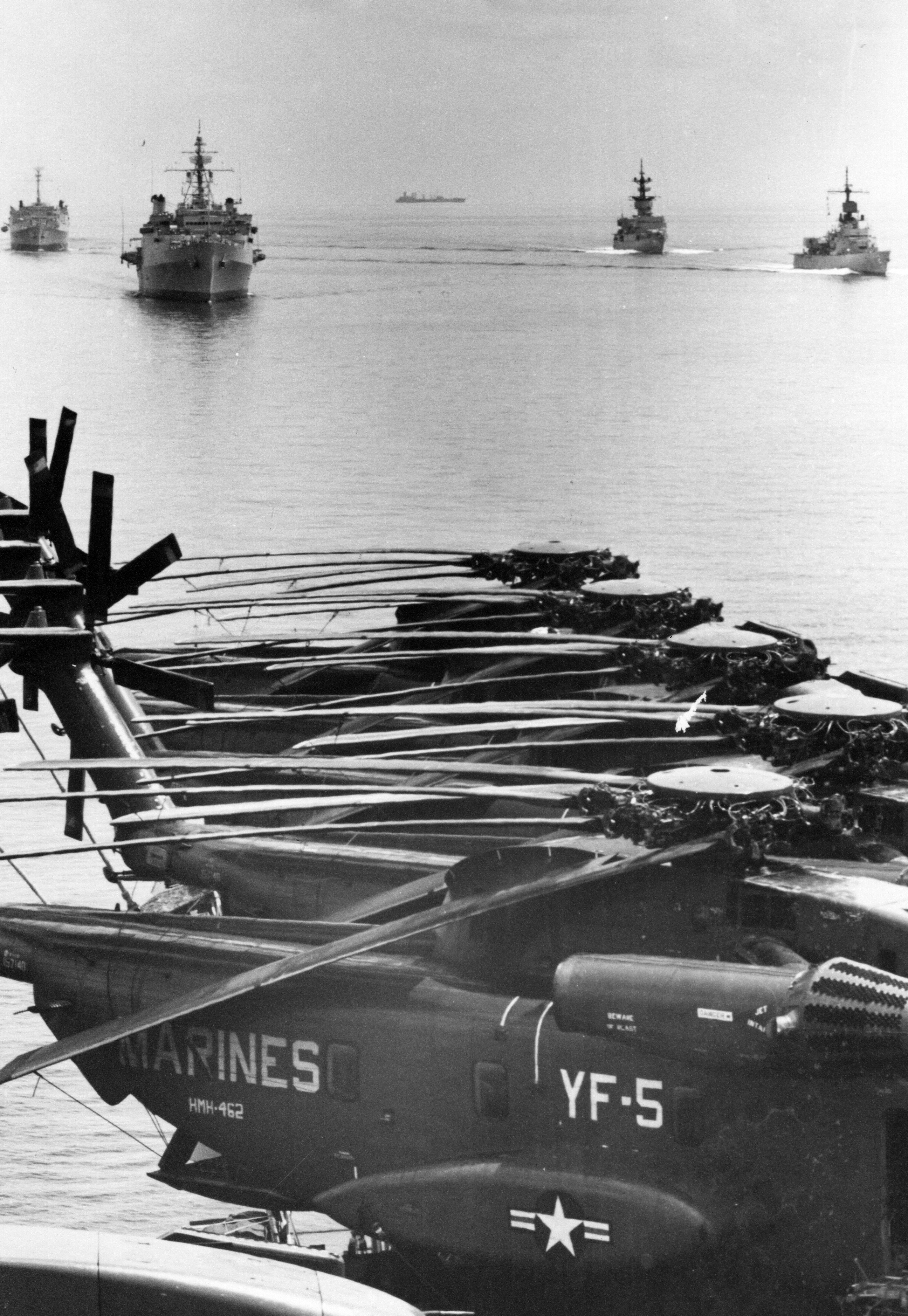
Вертолеты HMH-462 и эвакуационный флот во время операции «Eagle Pull»

3 марта 1975 года десантная группа готовности «Альфа» (оперативная группа 76.4) и 31-я десантное подразделение морской пехоты (оперативная группа 79.4) погрузились на борт и прибыли на назначенное местоположение у Кампонгсоам в Сиамском заливе. В состав сил входили:
Оперативная группа 76.4 (Транспортная группа переброски — «Альфа»):111
- USS Okinawa[англ.] с HMH-462, состоящим из 14 вертолетов CH-53, 3 CH-46, 4 AH-1J и 2 вертолетов UH-1E[4]:106
- USS Vancouver[англ.]
- USS Thomaston[англ.]

Корабли сопровождения для морской артиллерийской стрельбы, сопровождения и оброны территории:
- USS Edson[англ.]
- USS Henry B. Wilson[англ.]
- USS Knox[англ.]
- USS Kirk[англ.]

17 марта Объединённый комитет начальников штабов, обеспокоенный тем, что одной вертолётной эскадрильи морской пехоты недостаточно для эвакуации, приказал, приказал USS Hancock разгрузить свое авиакрыло и отправиться в Перл-Харбор. 26 марта эскадрилья морских тяжеловесных вертолётов HMH-463 в составе 25 вертолетов CH-53, CH-46, AH-1J и UH-1E поднялась на борт USS Hancock и проследовала в Субик-Бей.:108 После принятия дополнительных вертолетов в Субик-Бей, USS Hancock был временно назначен в десантную группу «Браво», стоящую у берегов Вунгтау, Южный Вьетнам, но 11 апреля он присоединился к десантной группе «Альфа» в Сиамском заливе.:110 Эвакуационный контингент морской пехоты состоял из одного батальона десантной группы, 2-го батальона, 4-го морского пехотинца (2/4).
Поскольку «Красные кхмеры» не имели военно-воздушных сил и были лишь ограниченные возможности противовоздушной обороны, прикрытие флота с воздуха не требовалось, но эвакуацию поддержали самолёты ВВС США, базирующиеся в Таиланде. Предполагалось, что красные кхмеры могут обладать управляемыми с плеча ракетами класса «земля-воздух» Стрела-2, поэтому эвакуационные вертолёты были окрашены краской с низкой отражающей способностью в инфракрасном диапазоне и оснащены сигнальными ракетницами ALE-29.:110–111

## Ход эвакуации
Во второй половине дня 11 апреля 1975 года 31-й экспедиционный отряд морской пехоты получила приказ провести операцию «Eagle Pull».:116 В 06:00 12 апреля 12 вертолётов CH-53 HMH-462 стартовали с палубы авианосца USS Okinawa, а затем с 10-минутными интервалами снова снизились, чтобы подобрать своих морских пехотинцев. Звенья рот F и H, а также командная группа высадились с авианосца USS Okinawa, в то время как звенья роты G поднялись на борт своих вертолётов на десантном корабле USS Vancouver, в результате чего общая численность наземных сил безопасности составила 360 морских пехотинцев. Когда вертолёты завершили погрузку, они сформировались в группы по три звенья на орбите оперативной группы:119
В 07:30 посол Дин уведомил исполняющего обязанности главы государства Камбоджи, премьер-министра Лонга Борета и других камбоджийских лидеров, включая принца Сисовата Сирика Матака, о том, что американский персонал официально покинет страну в течение следующих нескольких часов, и спросил, желают ли они эвакуироваться в течение следующих нескольких часов. В случае изъявления своего согласия на эвакуацию они должны быть в посольстве США к 09:30. Все отказались, за исключением Саукхама Хоя, преемника Лон Нола на посту президента Кхмерской Республики, который ушёл, не сказав об этом своим коллегам-лидерам.:114 Принц Сирик Матак, бывший премьер-министр и человек стоявший за формированием Кхмерской Республики, отклонил предложение об эвакуации и сказал послу Дину, что «он совершил ошибку, поверив в вас».:121
Командная группа из десяти человек направила часть машин к посадочной зоне Hotel, чтобы с их помощью заблокировать все проезды любых транспортных средств из других частей города к посадочной зоне, кроме дороги от посольства к зоне эвакуации.:114–115 Затем командная группа установила контакт с самолётом с кодовым обозначением — King Bird, орбитальным самолётом HC-130 из 56-й аэрокосмической спасательной эскадрильи, который должен был контролировать всё воздушное движение вертолётов.:115 King Bird затем направил на два вертолёта ВВС США HH-53 из 40-й аэрокосмической спасательной эскадрильи, как и планировалось, чтобы ввести группу боевого управления ВВС (CCT) для обеспечения безопасных, контролируемых посадок и вылетов вертолётов морской пехоты в и из зоны эвакуации. Огонь из стрелкового оружия во время этой высадки нанёс минимальный ущерб первому вертолёту, но группа боевого управления была успешно введена, и HH-53 отправились на дозаправку в воздухе для подготовки к окончательной эвакуации.
В 07:43 первая группа вертолётов пересекла побережье Камбоджи, и примерно через час, преодолев 160 километров враждебной территории, первая волна высадилась в зоне эвакуации, и морские пехотинцы быстро вокруг установили оборонительный периметр. Вскоре собрались большие толпы камбоджийцев, скорее из любопытства, чем для того, чтобы помешать. Установив оборону по периметру, морские пехотинцы начали процесс отвода толпы назад, чтобы сохранить зону приземления свободной, а затем начали перебрасывать группы эвакуируемых к ожидающим вертолетам CH-53. Поскольку в посадочной зоне эвакуации могло находиться только три CH-53 в любое время, рейсы, прибывающие после первоначального наращивания, должны были задерживаться в точке «Oscar», примерно в 50 километрах к югу от Пномпеня, пока их не вызовет коммандный центр King Bird.:121 Эвакуация прошла гладко, хотя количество эвакуированных было значительно меньше, чем предполагалось. По последней оценки, будет 590 эвакуированных, 146 граждан США и 444 камбоджийца и граждан третьих стран. HMH-462 эвакуировал 84 граждан США и 205 камбоджийцев и граждан третьих стран.:121
В 09:45 посольство США закрылось.:121 В дальнейшем дипломатических отношений между США и Камбоджей снова не будет до 11 ноября 1991 года. К 10:41 все эвакуированные, включая посла Дина и президента Саукама Хоя, были вывезены вертолётами HMH-462. Вертолёты HMH-463, действующие с авианосца USS Hancock, затем начали приземляться, чтобы вывести наземные силы безопасности.:122
Примерно в 10:50 в районе посадочной зоны начался обстрел 107-мм ракетами реактивной системы залпового огня. Менее чем через 10 минут посадочная зона эвакуации также подверглась обстрелу из 82-мм минометов. Как только начался огонь красных кхмеров, диспетчеры в зоне эвакуации уведомили передовых авиадиспетчеров ВВС, летевших над головами в 23-й эскадрилье тактической поддержки с воздуха OV-10. Передовые авиадиспетчеры немедленно совершили пролёт над восточным берегом Меконга, но не смогли обнаружить никакого огня с известных позиций противника в этом месте.:122 В 10:59 последнее подразделение 2-го батальона 4-й морской пехоты покинуло зону, а последний вертолёт морской пехоты приземлился на USS Okinawa в 12:15.:123
В 11:15 два вертолёта ВВС США HH-53 вернулись, как и было запланировано, и успешно вернуло группу боевого управления и командную группу операции «Eagle Pull».:122 После того, как HH-53 благополучно покинули город, King Bird разрешил последним вертолётам HH-53 ВВС США вылететь в Таиланд. Эти три вертолёта летали по поисково-спасательной орбите к северу от Пномпеня в течение всей операции на случай, если какой-либо из участвующих машин в эвакуации столкнется с проблемами. Когда вертолёты HH-53 повернули к домой, ведущая машина была поражена 12,7-миллиметровым пулемётным снарядом в хвостов винт. Несмотря на сильную вибрацию, вертолёт благополучно вернулся на авиабазу Убон в Таиланде.:123 В 14:50 с военного корабля USS Okinawa вылетел вертолёт CH-53, который доставил посла Дина на авиабазу У-Тапао в Таиланде.:123–124
13 апреля эвакуированные были доставлены на авиабазу Утапао в Таиланде на вертолётах HMH-462, а десантная группа «Альфа» проследовала в Южно-Китайское море, чтобы встретиться с оперативной группой 76, которая стояла рядом для проведения операции «Порывистый ветер», эвакуации Сайгона.:124

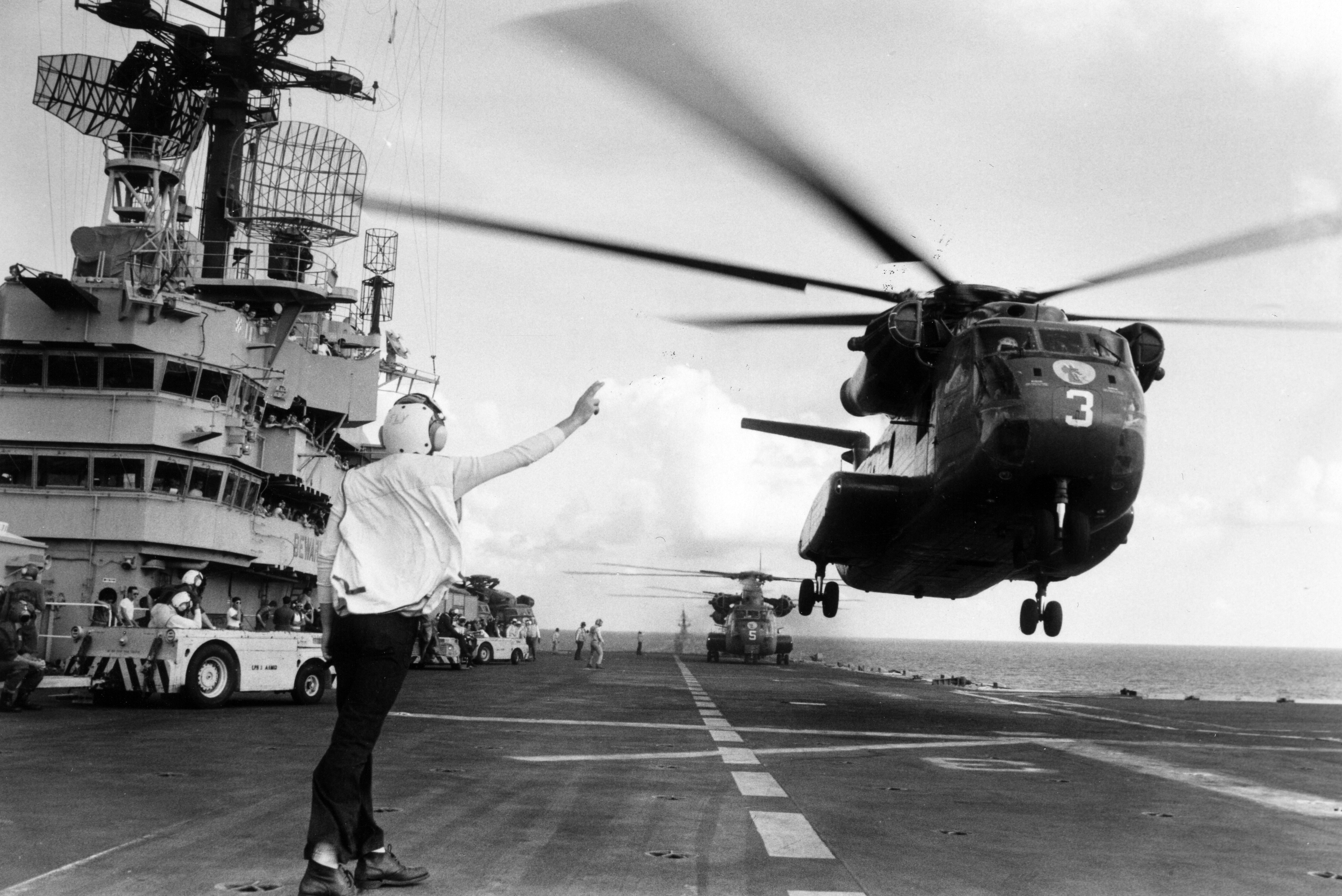
HMH-462 CH-53 взлетает с авианосца USS Okinawa
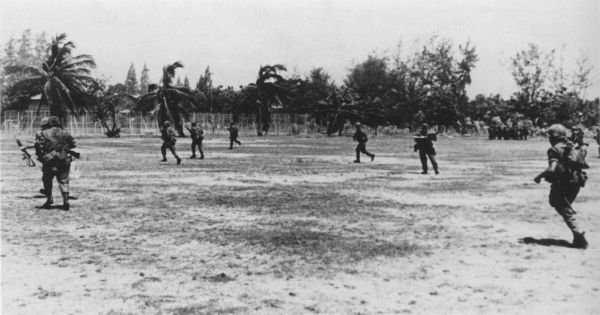
Морские пехотинцы выходят на периметр посадочной зоны «Hotel»
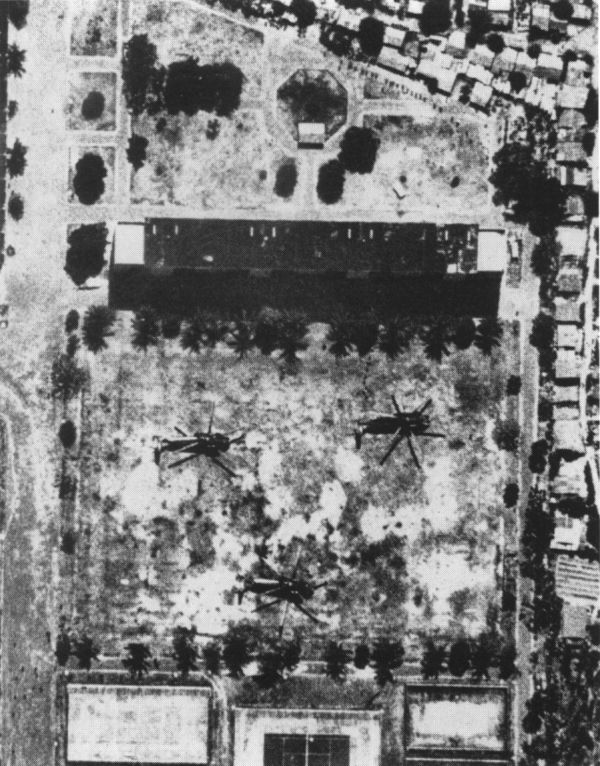
Вид с воздуха на 3 вертолёта USMC CH-53 на зону эвакуации «Hotel»
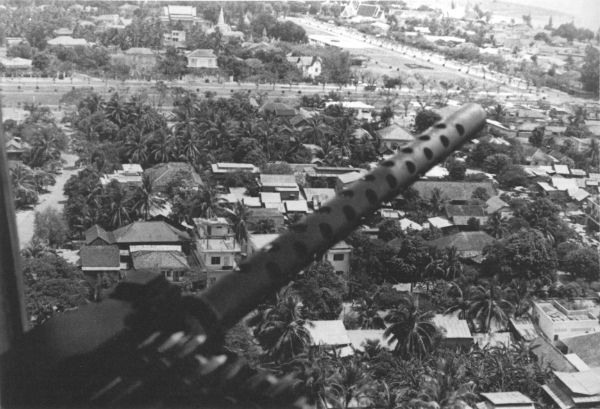
Вид на Пномпень из окна вертолёта морской пехоты CH-53
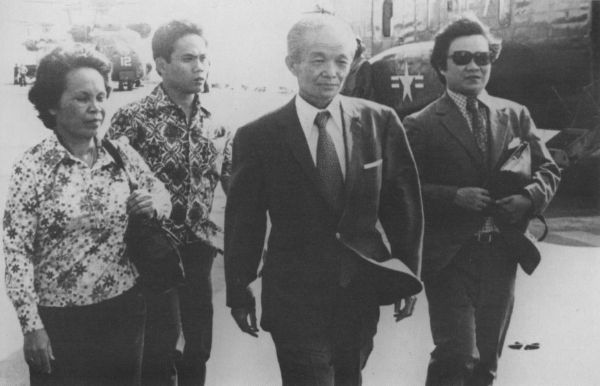
Саукам Хой, президент Кхмерской республики, прибыл на военный корабль USS Okinawa
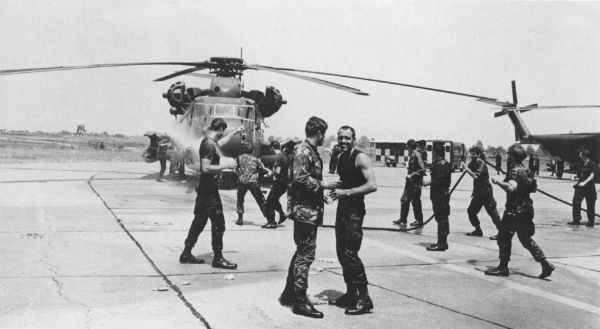
Группа командования операции «Eagle Pull» и бойцы 40-го авиационного спасательно-восстановительной эскадрильи празднуют успешное завершение операции
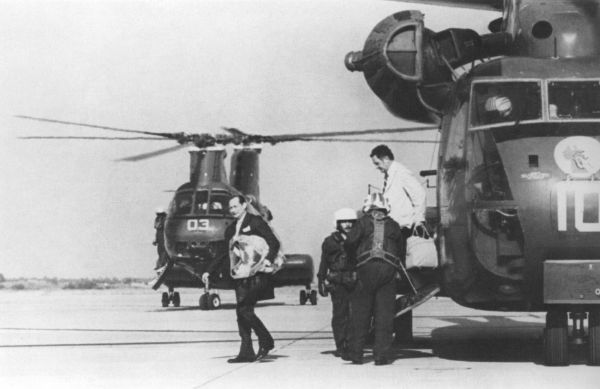
Посол Дин сходит с вертолёта CH-53 462-я эскадрильи морских тяжёлых вертолетов в У-Тапао во второй половине дня 12 апреля.
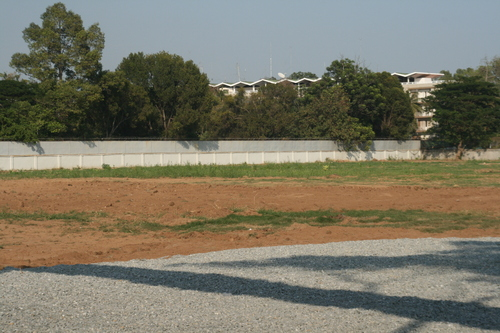
Вид на футбольное поле/посадочную зону «Hotel» в январе 2008 г.

## Последствия
Генри Киссинджер в своих мемуарах о войне во Вьетнаме заметил, что администрация Форда была удивлена и пристыжена тем фактом, что высшие должностные лица Камбоджи отказались покинуть страну. Среди них были премьер-министр Лонг Борет и Лон Нон, брат премьер-министра, оба из которых были в объявленном списке смертников красных кхмеров.
17 апреля 1975 года красные кхмеры вошли в Пномпень, положив конец гражданской войне в Камбодже. Лонг Борет, Лон Нон и другие высокопоставленные должностные лица правительства Кхмерской Республики были казнены в Cercle Sportif (по иронии судьбы сейчас здесь находится посольство США), а войска ФАНК в городе были разоружены, доставлены на Олимпийский стадион и казнены.
Для морских пехотинцев и десантной группы «Альфа» операция «Eagle Pull» послужила небольшой генеральной репетицией более сложной операции «Порывистый ветер» во время Падения Сайгона, которая произошла 17 дней спустя.

## Отражение в культуре
Операция «Eagle Pull» изображена в фильме «Поля смерти».